# Cernat, Covasna
Cernat (în maghiară Csernáton) este satul de reședință al comunei cu același nume din județul Covasna, Transilvania, România. Se află în partea de central-estică a județului, în Depresiunea Târgu Secuiesc, la poalele estice ale Munților Bodoc.

## Așezare
Localitatea Cernat este situată în partea de vest a bazinului Tărgu Secuiesc, pe cursul superior al râului Cernat, la o altitudine de 565 m, pe DN11, Brașov - Târgu Secuiesc - Onești.

## Istoric
Prima atestare documentară datează din anul 1332. Descoperirile arheologice făcute pe teritoriul acestui sat, demonstrează însă existența omului aici încă mult înainte, astfel, în locul unde se află biserica reformată, s-a constatat o stațiune cu strat conținând ceramică pictată de caracter Ariușd-Cucuteni, ceramică decorată cu sfoară aparținând culturii Coțofeni și un strat de cultură dacică din  a doua epocă a fierului. Pe dealul "Vârful cu mesteceni" s-au descoperit două topoare de piatră din neolitic, o secure de bronz și fragmente ceramice din epoca bronzului. Pe teritoriul satului s-au mai gasit  un fragment dintr-un vas lustruit și o cană ce ar putea aparține epocii medievale. Cu prilejul săpăturilor făcute în anul 1961, în locul numit "Dealul de aur", s-a indentificat o așezare Starcevo-Criș. În locul numit "Pământul lui Róbert", s-a găsit o așezate antică din mai multe perioade (Ariușd-Cucuteni, Monteoru și Noua), conținând  fragmente ceramice lucrate manual sau la roată, vase de import (Mirmeki) fragmentare, din epoca dacică (sec. III-II î.e.n.) și fragmente de ceramică romană din secolul al II-lea. Pe malul drept al văii Cernatului a fost descoperit un semibordei cu pietrar aparținând unei așezări din sec. XI - XII, iar în locul numit "Grădina Sfântă" au fost găsite urmele unei biserici romanice din secolul al XIII-lea. Pe înălțimea "Cetatea Ika" se găsesc resturile unei cetăți cu zidurile din piatră legate cu pământ, de formă ovală și turnuri, datând din sec. XIII - XIV.

## Date economice
Economia acestei localitatăți este susținută de agricultură (cultivarea cartofului, sfeclei de zahăr și furajere, cerealelor), creșterea animalelor și de comerțul cu produse agricole.

## Instituții culturale
- Muzeul Etnografic „Haszmann Pál”, care funcționează ca unitate externă a Muzeului Național Secuiesc din Sfântu Gheorghe

Este un muzeu etnografic în aer liber, care prezintă elemente din patrimoniul de arhitectură populară din județul Covasna, inclusiv stâlpi funerari de piatră și de lemn, precum și meșteșuguri populare tradiționale și expoziții de artă populară și de istorie locală. Are o colecție de mașini agricole, precum și una de sobe din fontă.

## Monumente
- Biserica reformată fortificată (sec. al XIV-lea)
- Biserica romano-catolică, construită în 1844, cu pictura altarului realizată de Mișu Popp[5]
- Biserica ortodoxă cu hramul Sfântul Gheorghe, construită în anul 1872
- Cetatea Ika, secolul al XIII-lea
- Conacul Domokos, construit în anul 1831, unde funcționează și un muzeu al satului.
- Conacul Farkas, construit între 1840-1850, în care funcționează o grădiniță de copii.